# Lilongwe
Lilongwe este capitala statului african Malawi, având în 2009 aproximativ 870.000 de locuitori, așezat pe râul Lilongwe, lângă granița cu Mozambicul și Zambia. Lilongwe reprezintă capitala administrativă a statului, capitala economică fiind situată in localitatea Blantyre.

## Istorie
Orașul a început viața ca un mic sat de pe malul râului Lilongwe, și a devenit un centru administrativ colonial britanic la începutul secolului 20. Datorită locației sale pe traseul principal nord-sud prin țară și drumul de Nord Rhodesia (acum Zambia), Lilongwe a devenit al doilea mare oraș în Malawi după Blantyre. În 1975, capitala țării a fost în mod formal mutat de la Zomba la Lilongwe. Lilongwe a crescut foarte mult de atunci și din 2008 a fost cel mai mare oras din Malawi. Toți membrii parlamentului ar trebui sa-si fac treaba în capitală. Deși Lilongwe este centrul politic al Malawi, în anumite privințe Blantyre rămâne capitala economică.

## Clima
Lilongwe dispune de un climat subtropical umed, care se învecinează cu un climat subtropical Highland, plăcut, cu veri calde și "ierni" usoare. Datorită altitudinii, temperaturile sunt mai scăzute decât ar fi de așteptat pentru un oraș situat la tropice. Lilongwe dispune de un sezon scurt umed care ruleaza din decembrie până în martie și un sezon uscat de lungă durată care acoperă o mare parte din restul anului, în special în iunie și iulie, care sunt mai reci decât restul anului.

## Shopping

At craft market by post office

Principalul domeniu de cumpărături de tip occidental este de aproximativ Shoprite și Centrul de Nico în zona 3, pe malul de vest al râului Lilongwe în Orașul Vechi. Un nou centru comercial similar este situat în apropiere de Mchinji vizavi de stația de umplere Seven Eleven - Crossroads Shopping Centre. Locuitorii din Lilongwe o sa se mai bucure în curând de încă un mall care este în construcție lângă Centrul Nico. Acest mall va fi cel mai mare din Malawi. Unii dintre retaileri, care au confirmat ca vor fi locatarii acestui mall includ: Woolworths, Spar, Game, domnul Pret și multe altele. Pacific Shopping Mall este situat în zona 10. Mai multe cafenele-internet se află și în jurul Centrului Nico. Cadouri și obiecte de artizanat pot fi cumpărate de pe piața ambarcațiunilor direct vizavi de Centrul de Nico. Pentru a obține o afacere loială pe piața ambarcațiunilor, trebuie să negociezi dur. Farmaciile, Birourile de modificări și bănci (inclusiv Stanbic Malawi și Banca Națională) sunt amplasate în întreg orașul. ATM, care acceptă carduri VISA sunt disponibile la băncile menționate mai sus în City Centre și Zona 3, cu National Bank se acceptă carduri bancare emise prin intermediul rețelei PLUS.

## Transport
Lilongwe este servit de către Malawi Railways si cu autobuzul companiei Axa. Autobuze și microbuze locale MERG între Old Town, City Centre, Kamuzu Aeroportul Internațional, și alte centre urbane, inclusiv Mzuzu și Blantyre. Taxiurile sunt disponibile de la hoteluri și o stație de taxi pe Calea PrezidențialA, la nord de City Centre Shopping Centre. Majoritatea drumurilor urbane majore sunt grav congestionate. Cu toate acestea, recent, cele mai multe drumuri au fost extinse în modul de transport dual. Apoi a fost îmbunătățit foarte mult în ultima vreme cu lumini de trafic (roboți numit de localnici), spre deosebire de câțiva ani în urmă, când luminile de trafic au fost o raritate în Lilongwe. In Lilongwe mai exista și un aeroport Kamuzu International Airport, situat la aproximativ 35 km nord de Lilongwe într-o suburbie a Lumbadzi.
Coordonate: 13° 59' 23" s. Br., 33° 47' 19" ö. L.